# Kanton Neuf-Brisach

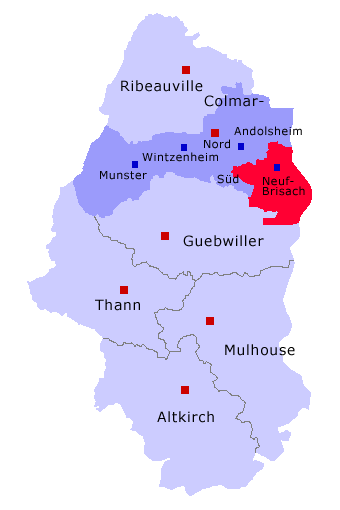
Lage des Kantons Neuf-Brisach im Arrondissement Colmar und im Département Haut-Rhin

Der Kanton Neuf-Brisach war von 1790 bis 2015 ein französischer Wahlkreis im Arrondissement Colmar, im Département Haut-Rhin und in der Region Elsass.

## Geschichte
Der Kanton wurde am 4. März 1790 im Zuge der Einrichtung der Départements als Teil des damaligen „Distrikts Colmar“ gegründet. Mit der Gründung der Arrondissements am 17. Februar 1800 wurde der Kanton als Teil des damaligen Arrondissements Colmar neu zugeschnitten. Von 1871 bis 1919 gab es keine weitere Untergliederung des damaligen Kreises Colmar. Am 28. Juni 1919 wurde der Kanton zunächst Teil des damaligen Arrondissements Colmar-Campagne, das ab dem Jahr 1934 wieder zum Arrondissement Colmar gehörte. Am 22. März 2015 wurde der Kanton aufgelöst.

## Gemeinden
- Algolsheim
- Appenwihr
- Balgau
- Biesheim
- Dessenheim
- Geiswasser
- Heiteren
- Hettenschlag
- Logelheim
- Nambsheim
- Neuf-Brisach (Chef-lieu)
- Obersaasheim
- Vogelgrun
- Volgelsheim
- Weckolsheim
- Wolfgantzen